# Kūshk-e Bālā (bondby i Iran)
Kūshk-e Bālā (persiska: كوشک بالا, كوشك بالَ) är en bondby i Iran.   Den ligger i provinsen Alborz, i den norra delen av landet, 40 km nordväst om huvudstaden Teheran. Kūshk-e Bālā ligger 1 855 meter över havet och antalet invånare är 174.
Terrängen runt Kūshk-e Bālā är bergig åt sydost, men åt nordväst är den kuperad. Kūshk-e Bālā ligger nere i en dal. Runt Kūshk-e Bālā är det mycket tätbefolkat, med 1 819 invånare per kvadratkilometer. Närmaste större samhälle är Karaj, 19,0 km sydväst om Kūshk-e Bālā. Trakten runt Kūshk-e Bālā består i huvudsak av gräsmarker.